# Франко Ольга Федорівна (Білевич)

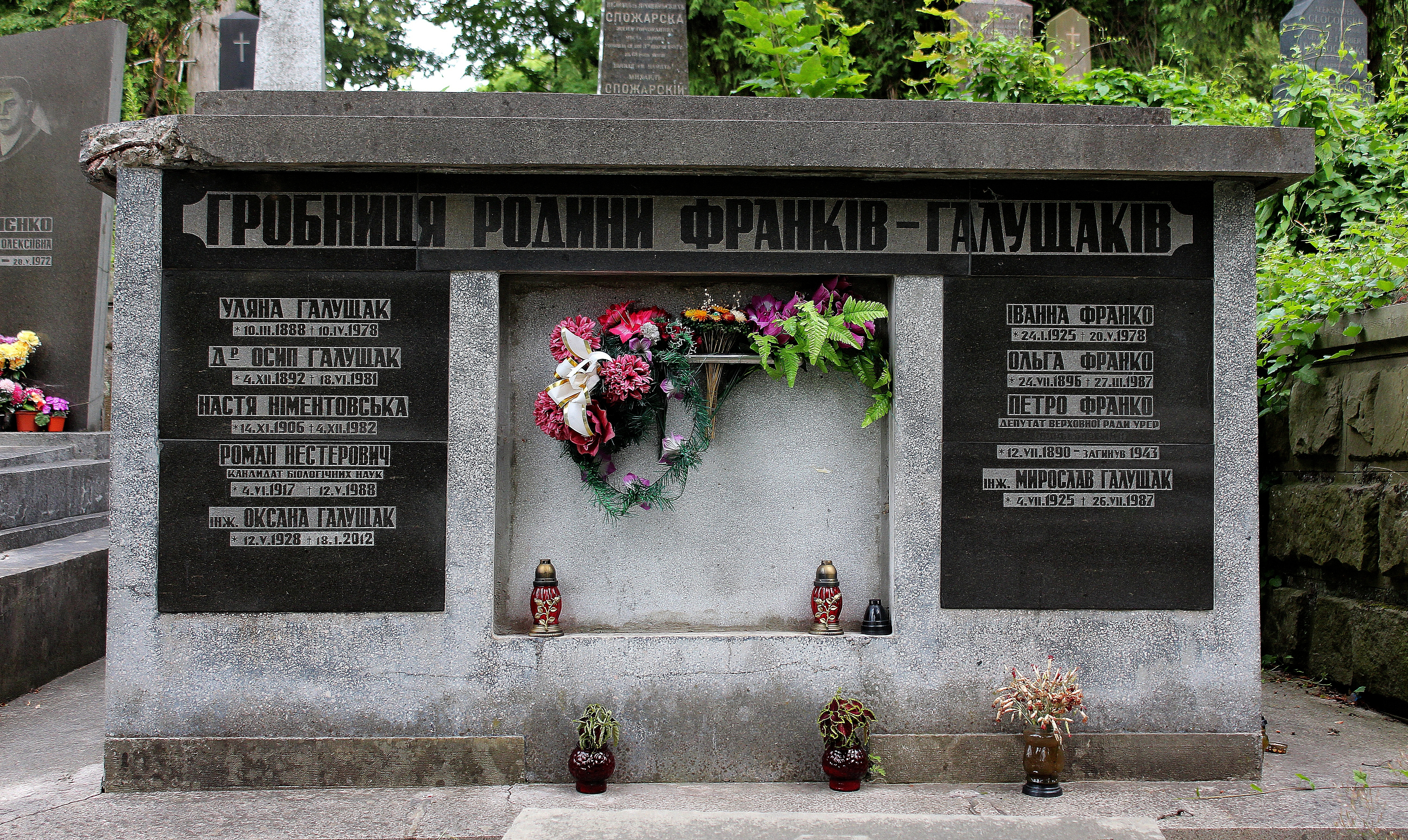
Гробівець родини Франків-Галущаків на 69 полі Личаківського цвинтаря у Львові

Ольга Федорівна Білевич (24 липня 1896, Вирів (тепер Львівська область) — 27 березня 1987, Львів), у шлюбі Франко — українська кулінарка, автор куховарських книг. У часи СРСР кулінарні книжки Ольги Франко не видавались, оскільки їх було зараховано до «буржуазної» літератури.

## Життєпис

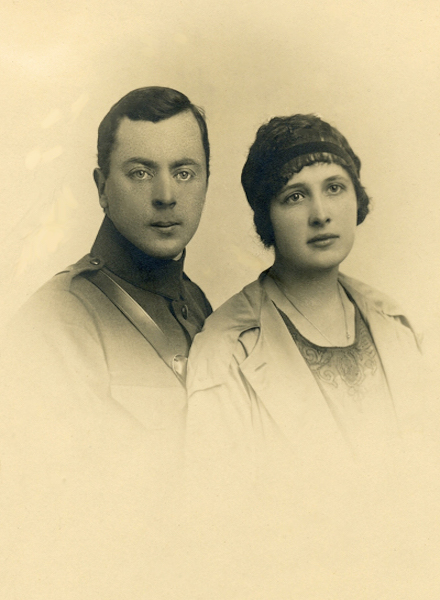
Ольга Франко з чоловіком

Народилася в родині священника о. Теодора Білевича і його дружини Ольги з Базилевичів. Закінчила приватну гімназію. По закінченні гімназіальних студій працювала учителькою української мови у жіночій школі міста Буська.[джерело?]
У 15 років познайомилася з Петром Франком, товаришем її брата. Через сім років зустріла його знову. 4 лютого 1919 — одружилася.[джерело?]
В 1920 — переїхала до Відня, де після поранення лікувався чоловік. Закінчила у Відні дворічні кулінарні курси при Вищій школі сільського господарства.
Першою її працею була «Кухня в таборі» (раритетне видання).
Найкращим виданням авторства Ольги Франко вважають «Першу українську загально-практичну кухню» (Коломия, 1929, передмова П. Франка; перше перевидання після II Світової війни — Львів, 1990, літературне опрацювання Оксани Сенатович, під назвою «Практична кухня»).
Інша відома праця — «Всенародна кухня» (Львів, 1937). За структурою це видання відрізняється від «Практичної кухні» — подає комплексні сніданки, обіди й вечері за порами року.
Ольга Франко активно куховарила для домашніх до 91-річного віку.
Похована в гробівці родини Франків-Галущаків на 69 полі Личаківського цвинтаря.
З Петром Франком мала двох доньок — Віру та Іванну.

## Праці
- Франко О. Всенародна кухня / Літ. опрацювання, післям. І. Лучука. — Тернопіль: Навчальна книга — Богдан, 2009.

Перевидання
- Франко О. Практична кухня / Літ. опрацюв. О. П. Сенатович; Худож. І. П. Плесканко. — 2-ге вид. — Львів: Каменяр, 1992. — 238 с.
- Франко О. 1-ша українська загально-практична кухня з численними ілюстраціями та кольоровими таблицями / Ольга Франко; передмова і коментарі М. Душар; післямова Н. Тихолоз; фото М. Душар; худож.-оформлювач О. Гугалова-Мєшкова. — Харків: Фоліо, 2019. — 543 с. — ISBN 978-966-03-8794-2.

## Фільмографія
За мотивами біографії Ольги Франко готується художній фільм «Смак свободи» (продюсер — Олена Моренцова-Шулик, режисер — Олександр Березань). У 2020 році проєкт виграв відбір на грант від Держкіно. Вихід фільму очікується восени 2022 року.